# Brian Adams
 Denne artikel omhandler wrestleren Brian Adams. Opslagsordet har også en anden betydning, se Bryan Adams.
Brian Adams (født 14. april 1963 – 13. august 2007) var en amerikansk forhenværende fribryder der udover at være kendt under sit rigtige navn hos WCW, også var kendt som Crush for WWF.

## Biografi

### World Wrestling Federation
Brian Adams debuterede i WWF som medlem af Demolition med navnet Crush. Han blev senere en farverig person fra Hawaii, stadig med navnet Crush, og her fejdede han bl.a. med Doink the Clown. Brian Adams blev i midten af 1990'erne anholdt for at have kokain på sig. Da han vendte tilbage til WWF, skiftede hans rolle fuldstændig og han begyndte at opføre sig som en biker. I 1997 forlod han WWF i protest efter Vince McMahon havde snuppet WWF titlen fra Bret Hart.

### World Championship Wrestling
Brian Adams dukkede op i WCW under sit rigtige navn, og blev straks medlem af nWo. I 1999 blev han medlem af nWo Black & White hvor han og de andre medlemmer kæmpede mod hinanden om lederskabet. Brian Adams blev i sommeren samme år sat til at spille rollen som WCW's helt nye produkt af et samarbejde med rockbandet Kiss, The Demon. Adams blev dog erstattet i denne rolle af Dale Torborg. I 2000, da Vince Russo og Eric Bischoff overtog WCW, vendte han endelig tilbage. Denne gang sammen med Bryan Clarke som holdet, KroniK. Holdet fik matchende tøj, og i forvejen lignede de to hinanden fysisk. KroniK fik mange fans da de var oprørere mod New Blood. I efteråret 2000 blev de dog "bad guys", og begyndte at modtage penge fra wrestlere for at udføre deres beskidte arbejde. Ved WCW Halloween Havoc forsøgte de at ende karrieren på Goldberg, per ordre fra Mike Sanders, men de fejlede.

### World Wrestling Federation - Del 2
Adams og Clarke vendte begge tilbage til WWF for en kort bemærkning. De blev bragt ind af Stevie Richards for at få The Undertaker og Kane ned med nakken. KroniK tabte til dem ved Unforgiven, og forsvandt fra WWF igen bagefter.

### All Japan Pro Wrestling
I 2002 besejrede KroniK, Taiyo Kea og Keiji Muto for at blive AJPW Tag Team mestre. De forsvarede titlerne i 4 måneder. I januar 2003 fik Adams en rygskade i en kamp mod Goldberg og Keiji Muto og måtte trække sig fra wrestling.

### Bokse karriere
Brian Adams ønskede sig en boksekarriere, og fik hjælp af sin ven Randy Savage til at promovere sig. Der blev dog sat en stopper for hans karriere, efter hans rygskade i AJPW. Derefter tjente Brian Adams som bodyguard til Randy Savage.

### Tragisk Død
Brian Adams blev fundet død d. 13. august 2007 i en alder af blot 43.